# 선 브라더스
《선 브라더스》(영어: The Brothers Sun)는 넷플릭스에서 2024년 1월 4일 공개한 미국의 활극 코미디 드라마이다. 영어와 관화로 진행된다.
2024년 3월 한 시즌만에 취소되었다.

## 개요
간호사 어머니 아일린과 캘리포니아 로스앤젤레스에서 평범하게 살아온 대학생 브루스 선의 일상은 중화민국 타이베이시에 거주하던 형 찰스 선이 나타나면서 엉망이 된다. 타이완에 살던 어린 시절 기억이 없는 브루스는 전혀 모르고 있었지만, 사실 선 집안은 삼합회로, 형 찰스 역시 두목인 아버지에게 혹독한 훈련을 받은 범죄자였다. 그러나 아버지가 암살 미수를 겪자 찰스는 가족을 지키기 위해 로스앤젤레스로 이주해오는데...

## 출연
- 미셸 요 - 아일린 "마마" 선 역
- 매디슨 후 - 그레이스 역
- 론 유안 - 프랭크 마 역
- C. S. 리 - 홍 역